# Albanien i olympiska sommarspelen 1992
Albanien deltog i de olympiska sommarspelen 1992 med en trupp bestående av sju deltagare, men ingen av landets deltagare erövrade någon medalj.

## Friidrott
Damer
| Idrottare      | Gren             | Kval     | Kval      | Final    | Final     |
| Idrottare      | Gren             | Resultat | Placering | Resultat | Placering |
| -------------- | ---------------- | -------- | --------- | -------- | --------- |
| Alma Qeramixhi | Damernas sjukamp |          |           | DNF      | DNF       |